# Югасевич-Склярский, Иван

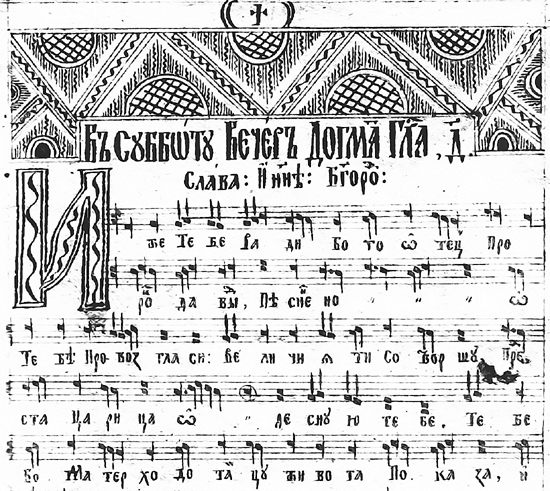
Фрагмент «Ирмология» И. Югасевича-Склярского

Иван Югасевич-Склярский (русин. Іван Югасевич-Склярьскый, 1741, село Прикра, Пряшевская Русь — 15 декабря 1814 года, село Невицкое близ Ужгорода) — русинский фольклорист, поэт, иконописец, переписчик и составитель рукописных книг.

## Биография
Образование получил во Львове и Галиче. С 1775 работал учителем пения, был церковным куратором и старостой села Невицкое Ужгородской округи.
Составленные им три сборника включают церковные и светские песни. Обладая каллиграфическим почерком переписал 30 «Ирмологий» — богослужебных книг, богато иллюстрированных его собственными рисунками. Последняя коллекция, составленная в 1811 году, содержала 224 народные песни, в том числе многие из них сатирико-юмористические.
Он также подготовил несколько рукописных календарей, рассчитанных на 100 лет. Один для 1809 года содержал 370 народных поговорок и был одним из первых сборников русинских пословиц («Общая присловія во товаристві неуких»). При составлении календарей включал в них собственных стихи и фольклорные произведения. Писал иконы.
Календари Югасевича-Склярского были отредактированы Иваном Панкевичем и опубликованы в сборнике Славянского института в Праге в 1946 году.